# Soli (Giaime)
Soli è un singolo del rapper italiano Giaime, pubblicato il 5 maggio 2021 come primo estratto dal secondo album in studio Figlio maschio.

## Descrizione
Il brano ha visto la partecipazione vocale di Rose Villain.

## Video musicale
Il video, diretto da Simone Mariano, è stato pubblicato in concomitanza del lancio del singolo sul canale YouTube del rapper.

## Tracce
Testi e musiche di Giaime Mula, Rosa Luini, Andrea Moroni e Andrea Ferrara.
1. Soli (feat. Rose Villain) – 3:36